# Crematogaster sericea
Crematogaster sericea es una especie de hormiga acróbata del género Crematogaster, categorizada en la tribu Crematogastrini, de la subfamilia Myrmicinae. Fue descrita por Forel en 1912.

## Distribución
Se distribuye por América del Sur: Brasil, Paraguay y Uruguay.

## Hábitat
Habita en bosques. Se ha encontrado a elevaciones de 440-500 m s. n. m.